# Synagoge Grötzingen (Karlsruhe)

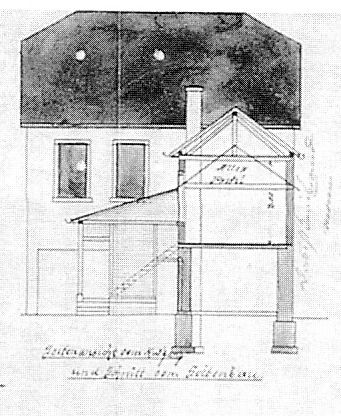
Ansicht der Synagoge von hinten: im Vordergrund der Anbau mit dem Schulzimmer (1898/99)

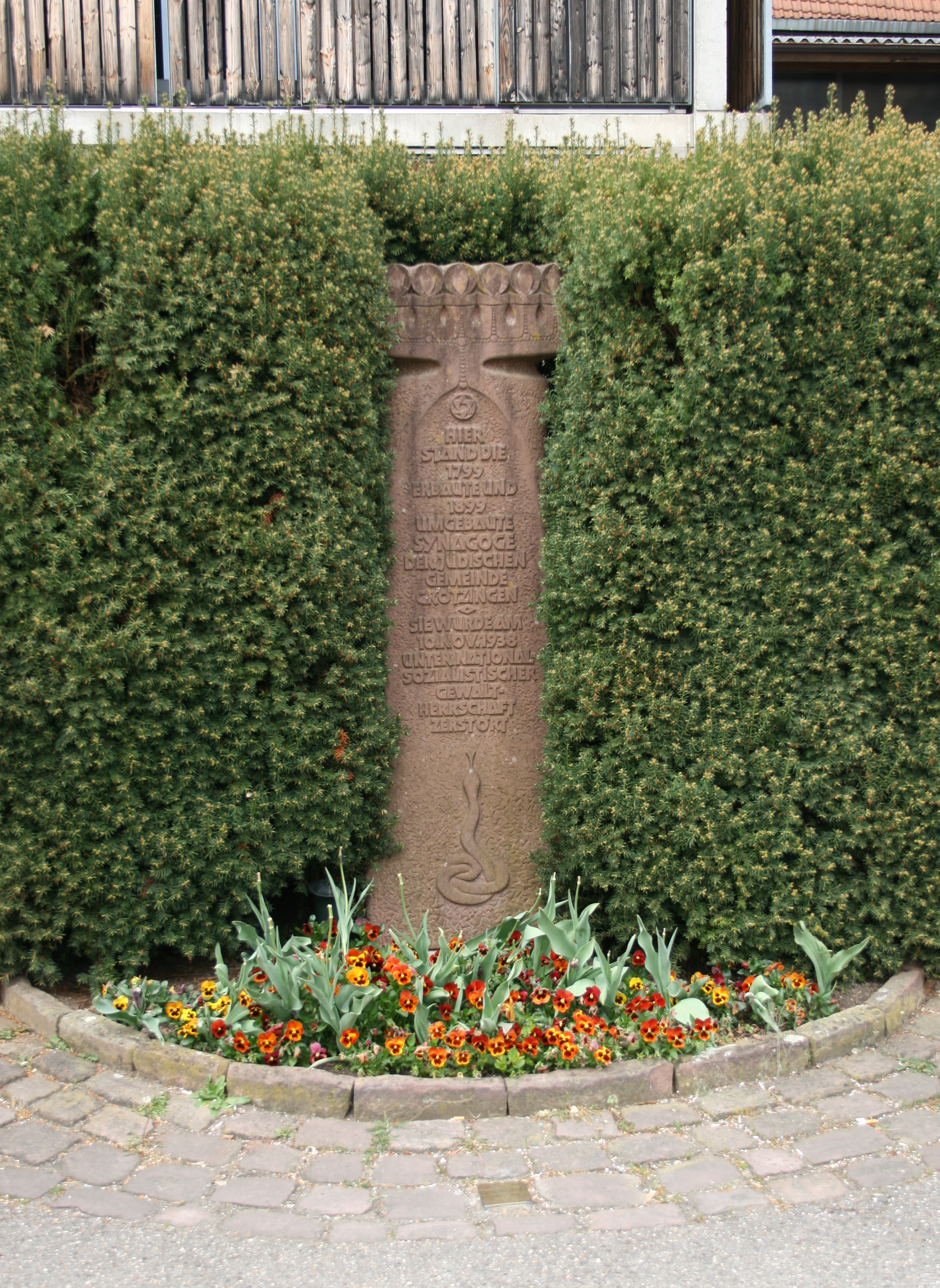
Gedenkstele am Ort der Synagoge in der Krummen Straße

Die Synagoge in Grötzingen, einem Stadtteil von Karlsruhe im Norden Baden-Württembergs, wurde 1799 errichtet und 1898/99 umgebaut. Die Synagoge, die an der Synagogenstraße 15 (heute Krumme Straße) stand, wurde beim Novemberpogrom 1938 zerstört.

## Geschichte
Nach der nationalsozialistischen Machtergreifung wurde 1934 die Synagogenstraße in Krumme Straße umbenannt. Während der Novemberpogrome 1938 wurde die Synagoge zerstört und Anfang 1939 abgebrochen.

## Gedenken
Seit 1983 erinnert am Synagogengrundstück eine Gedenkstele an das Schicksal der jüdischen Gemeinde in Grötzingen.